# Palyul
Palyul is een van de zes moederkloosters van de traditie nyingma in het Tibetaans boeddhisme. De andere vijf zijn Dorje Drag, Dzogchen, Kathog, Mindroling en Shechen. Naast het oorspronkelijke klooster van Palyul zijn er later buiten Tibet meerdere vestingen bij gekomen, vooral in India.
Het klooster werd in 1665 gesticht door Kunzang Sherab en is de zetel voor de Migyur Dorje, een belangrijke leer in de religie in Tibet, zowel het Tibetaans boeddhisme en bön.
Van 2000 tot 2009 was de (11e) troonhouder Penor Rinpoche. Penor Rinpoche bezocht Palyul in 1982 voor het eerst weer sinds zijn vlucht uit Tibet na de Invasie van Tibet (1950-51). Hierbij doneerde hij geld voor de restauratie van het klooster.